# Przejście graniczne Dziewiętlice-Bernartice
Przejście graniczne Dziewiętlice-Bernartice – polsko-czeskie przejście graniczne małego ruchu granicznego położone w województwie opolskim, w powiecie nyskim, w gminie Paczków, w miejscowości Dziewiętlice, zlikwidowane w 2007.

## Opis
Przejście graniczne Dziewiętlice-Bernartice zostało uruchomione 19 lutego 1996. Czynne było w godz. 6.00–22.00 przez cały rok. Dopuszczony był ruch pieszych, rowerzystów, motorowerów o pojemności skokowej silnika do 50 cm³ i transportem rolniczym. Odprawę graniczną i celną wykonywały organy Straży Granicznej. Doraźnie kontrolę graniczną i celną osób, towarów oraz środków transportu wykonywała Strażnica SG w Jasienicy Górnej.
21 grudnia 2007 na mocy układu z Schengen przejście graniczne zostało zlikwidowane.

### Przejście graniczne z Czechosłowacją
W okresie istnienia Czechosłowackiej Republiki Socjalistycznej funkcjonowało w tym miejscu polsko-czechosłowackie przejście graniczne małego ruchu granicznego Dziewiętlice-Bernartice – II kategorii. Zostało uruchomione 13 kwietnia 1960. Dopuszczony był ruch osób i środków transportu na podstawie przepustek w związku z użytkowaniem gruntów. Otwierane było po wzajemnym uzgodnieniu umawiających się stron. Odprawę graniczną i celną wykonywały organy Wojsk Ochrony Pogranicza. Kontrolę graniczną i celną osób, towarów oraz środków transportu wykonywała Strażnica WOP Jasienica Górna.
Formalnie zlikwidowane 24 maja 1985.